# Gastrolobium calycinum
Gastrolobium calycinum là một loài thực vật có hoa trong họ Đậu. Loài này được Benth. miêu tả khoa học đầu tiên. Chúng là loài đặc hữu của Tây Úc.